# Antic Mas Preses
L'Antic Mas Preses és una masia de Girona inclosa a l'Inventari del Patrimoni Arquitectònic de Catalunya.

## Descripció
Gran masia de planta rectangular, de planta baixa i dos pisos, de diferents etapes de construcció. Teulat a dues aigües i carener perpendicular a la façana. De la façana principal, molt modificada, cal destacar la porta de llinda planera amb la inscripció "ANTICH PRESES / 15+78", la finestra renaixentista del damunt, amb arrencades de petxines i la superior, de modillons. Totes es concentren al costat esquerre de la façana principal.

## Història
Segons llinda: 1578.